# Xylopia venezuelana
Xylopia venezuelana R.E.Fr. – gatunek rośliny z rodziny flaszowcowatych (Annonaceae Juss.). Występuje naturalnie w Kolumbii oraz Wenezueli. 

## Morfologia
PokrójZimozielone drzewo dorastające do 6–10 m wysokości.
LiścieMają podłużnie lancetowaty kształt. Są owłosione od spodu.

## Biologia i ekologia
Rośnie w wiecznie zielonych lasach. Występuje na terenach nizinnych